# Qualifications des épreuves d'escrime aux Jeux olympiques d'été de 2024
Les qualifications des épreuves d'escrime aux Jeux olympiques d'été de 2024 s'étendent du 3 avril 2023 au 1er avril 2024. Elles sont dépendantes des résultats des différentes épreuves des coupes du monde 2022-2023 et 2023-2024 qui constituent le premier critère de qualification, ainsi que de quatre tournois de qualification olympique organisés autour du monde.
Comme en 2021, les quotas de sélections prévoient un total de 212 escrimeurs qualifiés pour cette édition des Jeux olympiques.

## Système de qualification

### Principes généraux
Deux critères permettent d'obtenir une qualification olympique. Ils sont, par ordre chronologique : le critère du classement de la Fédération internationale d'escrime (FIE), dont la date butoir est le 1er avril 2024. Les escrimeurs non-retenus par ce biais peuvent obtenir leur qualification via le tournoi de qualification de leur zone d'appartenance (quatre zones : Afrique, Amériques, Asie-Océanie, Europe). Ces critères sont communs aux trois armes (épée, fleuret, sabre), seuls varient le nombre d'escrimeurs qualifiés selon l'arme, en fonction de la tenue (ou non) d'un tournoi individuel et par équipes.
Dans tous les cas :
- Le nombre d'escrimeurs représentant un même pays est limité à trois.
- Le premier critère de classement permet de retenir plus d'un seul escrimeur par pays, mais les places supplémentaires, qu'elles soient octroyées par le biais du classement ou du tournoi de qualification olympique, n'ouvrent la qualification qu'à un seul escrimeur par pays.
- Le tournoi de qualification olympique de chaque zone n'est ouvert qu'aux escrimeurs dont le pays n'est pas encore représenté.
- Le pays hôte dispose d'un total de six places lui permettant de repêcher tout escrimeur ayant échoué à se qualifier. Il ne peut en revanche pas sélectionner plus de trois tireurs par épreuve (deux pour les épreuves uniquement individuelles).
- La commission tripartite CIO/FIE/CNO dispose de deux places dites "d'universalité" qu'elle octroie en fonction de candidatures reçues des différents comités nationaux olympiques. Si les quotas du pays hôte ne sont pas tous utilisés, c'est cette même commission qui récupère ces quotas pour les attribuer.

### Processus et quotas de qualification
| Processus de qualification               | Places | Notes |
| ---------------------------------------- | ------ | --- |
| Classement FIE par équipes               | 12     | Les quatre équipes les mieux classées du classement FIE. Trois escrimeurs qualifiés par équipe, disputant l'épreuve individuelle et par équipes.                                                                        |
| Classement FIE par équipes et par zone   | 12     | Les quatre équipes les mieux classées de chaque zone. Une équipe classée au-delà de la seizième place n'est pas qualifiable. Trois escrimeurs qualifiés par équipe, disputant l'épreuve individuelle et par équipes.    |
| Places supplémentaires du classement FIE | 6      | Deux escrimeurs des zones Asie-Océanie et Europe, un seul des zones Amériques et Afrique. Un seul escrimeur qualifiable par pays. Seuls les escrimeurs dont le pays n'est pas représenté par équipes sont qualifiables. |
| Tournoi de qualification olympique       | 4      | Un escrimeur qualifié par zone. Le tournoi est réservé aux escrimeurs dont le pays n'est pas encore représenté. |
| Places réservées au pays hôte            | 0/3    | Équipes et escrimeurs choisis par le pays organisateur. Le total d'escrimeurs français qualifiés par ce procédé ne peut dépasser six unités (hommes et femmes confondus).                                               |

### Étapes
| Critère de sélection                             | Dates          | Lieu        |
| ------------------------------------------------ | -------------- | ----------- |
| Classement FIE                                   | 1er avril 2024 | —           |
| Tournoi de qualification de la zone Amériques    | 6-7 avril      | San José    |
| Tournoi de qualification de la zone Europe       | 26-28 avril    | Differdange |
| Tournoi de qualification de la zone Afrique      | 27 avril       | Alger       |
| Tournoi de qualification de la zone Asie-Océanie | 27-28 avril    | Dubaï       |
| Allocation des huit quotas d'universalité        | 3 juin         | —           |

## Répartition globale des places
Le pays organisateur est assuré de 6 quotas olympiques. La France ayant réussi à qualifier ses six équipes, la FIE récupère ces quotas, ce qui porte le nombre d'invitations à huit. Les invitations sont soulignées par un astérisque (*) dans le tableau récapitulatif suivant.
| Nation                      | Hommes     | Hommes     | Hommes     | Hommes      | Hommes      | Hommes      | Femmes     | Femmes     | Femmes     | Femmes      | Femmes      | Femmes      | Total |
| Nation                      | Individuel | Individuel | Individuel | Par équipes | Par équipes | Par équipes | Individuel | Individuel | Individuel | Par équipes | Par équipes | Par équipes | Total |
| Nation                      | Épée       | Fleuret    | Sabre      | Épée        | Fleuret     | Sabre       | Épée       | Fleuret    | Sabre      | Épée        | Fleuret     | Sabre       | Total |
| --------------------------- | ---------- | ---------- | ---------- | ----------- | ----------- | ----------- | ---------- | ---------- | ---------- | ----------- | ----------- | ----------- | ----- |
| Afrique du Sud              | 1          |            |            |             |             |             |            |            |            |             |             |             | 1     |
| Algérie                     |            | 1          |            |             |             |             |            |            | 3          |             |             | vrai        | 4     |
| Allemagne                   |            |            | 1          |             |             |             |            | 1          |            |             |             |             | 2     |
| Argentine                   |            |            | 1          |             |             |             |            |            |            |             |             |             | 1     |
| Azerbaïdjan                 |            |            |            |             |             |             |            |            | 1*         |             |             |             | 1     |
| Belgique                    | 1          |            |            |             |             |             |            |            |            |             |             |             | 1     |
| Brésil                      |            | 1          |            |             |             |             | 1          | 1          |            |             |             |             | 3     |
| Bulgarie                    |            |            |            |             |             |             |            |            | 1          |             |             |             | 1     |
| Canada                      | 1          | 3          | 3          |             | vrai        | vrai        | 1*         | 3          | 1          |             | vrai        |             | 12    |
| Cap-Vert                    |            | 1*         |            |             |             |             |            |            |            |             |             |             | 1     |
| Chili                       |            |            |            |             |             |             |            | 1          |            |             |             |             | 1     |
| Chine                       | 1          | 3          | 1          |             | vrai        |             | 3          | 3          | 1          | vrai        | vrai        |             | 12    |
| Chypre                      |            | 1          |            |             |             |             |            |            |            |             |             |             | 1     |
| Colombie                    | 1          |            |            |             |             |             |            |            |            |             |             |             | 1     |
| Côte d'Ivoire               |            | 1          |            |             |             |             |            | 1          |            |             |             |             | 2     |
| Corée du Sud                | 1          | 1          | 3          |             |             | vrai        | 3          |            | 3          | vrai        |             | vrai        | 11    |
| Égypte                      | 3          | 3          | 3          | vrai        | vrai        | vrai        | 3          | 3          | 1          | vrai        | vrai        |             | 16    |
| Espagne                     |            | 1*         |            |             |             |             |            |            | 1          |             |             |             | 2     |
| Estonie                     |            |            |            |             |             |             | 1          |            |            |             |             |             | 1     |
| États-Unis                  |            | 3          | 3          |             | vrai        | vrai        | 3          | 3          | 3          | vrai        | vrai        | vrai        | 15    |
| France                      | 3          | 3          | 3          | vrai        | vrai        | vrai        | 3          | 3          | 3          | vrai        | vrai        | vrai        | 18    |
| Géorgie                     |            |            | 1          |             |             |             |            |            |            |             |             |             | 1     |
| Grèce                       |            |            |            |             |             |             |            |            | 1          |             |             |             | 1     |
| Hong Kong                   | 1          | 1          |            |             |             |             | 1          | 1          |            |             |             |             | 4     |
| Hongrie                     | 3          | 1          | 3          | vrai        |             | vrai        | 1          | 1          | 3          |             |             | vrai        | 12    |
| Îles Vierges des États-Unis |            | 1          |            |             |             |             |            |            |            |             |             |             | 1     |
| Iran                        |            |            | 3          |             |             | vrai        |            |            |            |             |             |             | 3     |
| Israël                      | 1          |            |            |             |             |             |            |            |            |             |             |             | 1     |
| Italie                      | 3          | 3          | 3          | vrai        | vrai        | vrai        | 3          | 3          | 3          | vrai        | vrai        | vrai        | 18    |
| Japon                       | 3          | 3          | 1          | vrai        | vrai        |             | 1          | 3          | 3          |             | vrai        | vrai        | 14    |
| Kazakhstan                  | 3          |            |            | vrai        |             |             |            |            | 1          |             |             |             | 4     |
| Kenya                       |            |            |            |             |             |             | 1          |            |            |             |             |             | 1     |
| Koweït                      |            |            | 1          |             |             |             |            |            |            |             |             |             | 1     |
| Liban                       |            | 1*         |            |             |             |             |            |            |            |             |             |             | 1     |
| Maroc                       | 1          |            |            |             |             |             |            | 1          |            |             |             |             | 2     |
| Mexique                     |            |            | 1          |             |             |             |            |            |            |             |             |             | 1     |
| Niger                       |            |            | 1          |             |             |             |            |            |            |             |             |             | 1     |
| Ouzbékistan                 |            |            |            |             |             |             |            |            | 1          |             |             |             | 1     |
| Pays-Bas                    | 1          |            |            |             |             |             |            |            |            |             |             |             | 1     |
| Pérou                       |            |            |            |             |             |             | 1          |            |            |             |             |             | 1     |
| Philippines                 |            |            |            |             |             |             |            | 1          |            |             |             |             | 1     |
| Pologne                     |            | 3          |            |             | vrai        |             | 3          | 3          |            | vrai        | vrai        |             | 9     |
| Roumanie                    |            |            |            |             |             |             |            | 1          |            |             |             |             | 1     |
| Rwanda                      |            |            |            |             |             |             | 1          |            |            |             |             |             | 1     |
| Sénégal                     |            |            |            |             |             |             | 1          |            |            |             |             |             | 1     |
| Singapour                   |            |            |            |             |             |             | 1          | 1          |            |             |             |             | 2     |
| Suisse                      | 1*         |            |            |             |             |             | 1          |            |            |             |             |             | 2     |
| Taipei chinois              |            | 1          |            |             |             |             |            |            |            |             |             |             | 1     |
| Tchéquie                    | 3          | 1          |            | vrai        |             |             |            |            |            |             |             |             | 4     |
| Tunisie                     |            |            | 1          |             |             |             |            |            | 1          |             |             |             | 2     |
| Turquie                     |            |            | 1          |             |             |             |            |            | 1*         |             |             |             | 2     |
| Ukraine                     |            |            |            |             |             |             | 3          |            | 3          | vrai        |             | vrai        | 6     |
| Venezuela                   | 3          |            |            | vrai        |             |             |            |            | 1          |             |             |             | 4     |
| Total                       | 35         | 37         | 34         | 8           | 8           | 8           | 36         | 34         | 36         | 8           | 8           | 8           | 212   |

## Qualification messieurs

### Épée par équipes
Les qualifications se sont achevées au tournoi de Tbilissi le 24 mars 2024. En réussissant l'exploit d'atteindre la finale de ce tournoi, la Tchéquie devance de justesse la Suisse pour l'ultime quota européen.
| Processus de qualification                     | Places | Qualifiés                   |
| ---------------------------------------------- | ------ | --------------------------- |
| 4 équipes les mieux classées du classement FIE | 4      | France Italie Japon Hongrie |
| Équipe asiatique-océanienne la mieux classée   | 1      | Kazakhstan                  |
| Équipe américaine la mieux classée             | 1      | Venezuela                   |
| Équipe européenne la mieux classée             | 1      | Tchéquie                    |
| Équipe africaine la mieux classée              | 1      | Égypte                      |
| Place supplémentaire pour le pays organisateur | —      |                             |
| Total                                          | 8      | 8                           |

| Rang | Équipe       | Pts |
| ---- | ------------ | --- |
| 1    | France       | 336 |
| 2    | Italie       | 333 |
| 3    | Japon        | 292 |
| 4    | Hongrie      | 292 |
| 5    | Kazakhstan   | 274 |
| 6    | Corée du Sud | 238 |
| 7    | Venezuela    | 232 |
| 8    | Tchéquie     | 214 |
| 9    | Égypte       | 209 |
| 10   | Suisse       | 198 |
| 11   | Espagne      | 179 |
| 12   | Canada       | 165 |
| 13   | Allemagne    | 162 |
| 14   | Chine        | 160 |
| 15   | Ukraine      | 150 |
| 16   | Israël       | 126 |

### Épée individuelle
Ces qualifications ont pris fin le 24 mars à Tbilissi. La veille, le finaliste malheureux de ce tournoi, le Belge Neisser Loyola se retrouve à égalité de points avec le Tchèque Jiří Beran pour le second ticket européen au classement individuel, mais c'est ce dernier qui a la priorité en raison de sa victoire au Grand Prix de Cali, en tout début de période de qualification. Il fallut au Belge un exploit remarquable de l'équipe tchèque lors de l'épreuve par équipes, le lendemain, pour que Loyola obtienne cette qualification in extremis. Au niveau des places allouées à la zone Asie-Océanie, ce tournoi a permis de départager les Chinois Lan Minghao et Wang Zijie, ce dernier parvenant à devancer son compatriote d'un petit point. 
| Processus de qualification                             | Places | Qualifiés |
| ------------------------------------------------------ | ------ | --- |
| Membres d’équipes qualifiées automatiquement           | 24     | Davide Di Veroli (ITA) Andrea Santarelli (ITA) Federico Vismara (ITA) Yannick Borel (FRA) Romain Cannone (FRA) Luidgi Midelton (FRA) Tibor Andrásfi (HUN) Máté Koch (HUN) Gergely Siklósi (HUN) Kōki Kanō (JPN) Kazuyasu Minobe (JPN) Masaru Yamada (JPN) Elmir Alimzhanov (KAZ) Ruslan Kurbanov (KAZ) Vadim Sharlaimov (KAZ) Francisco Limardo (VEN) Rubén Limardo (VEN) Grabiel Lugo (VEN) Jiří Beran (CZE) Jakub Jurka (CZE) Martin Rubeš (CZE) Mohamed El-Sayed (EGY) Mohamed Yassine (EGY) Mahmoud Mohsen (EGY) |
| 2 escrimeurs les mieux classés de la zone Europe       | 2      | Yuval Freilich (ISR) Neisser Loyola (BEL) |
| 2 escrimeurs les mieux classés de la zone Asie-Océanie | 2      | Wang Zijie (CHN) Kim Jae-won (KOR) |
| L'escrimeur le mieux classé de la zone Amériques       | 1      | Jhon Édison Rodríguez (COL) |
| L'escrimeur le mieux classé de la zone Afrique         | 1      | Houssam El Kord (MAR) |
| Tournoi de qualification : Europe                      | 1      | Tristan Tulen (NED) |
| Tournoi de qualification : Asie-Océanie                | 1      | Ho Wai Hang (HKG) |
| Tournoi de qualification : Amériques                   | 1      | Nicholas Zhang (CAN) |
| Tournoi de qualification : Afrique                     | 1      | Harry Saner |
| Places supplémentaires pour le pays organisateur       | —      | |
| Réallocation des quotas inutilisés                     | 1      | Alexis Bayard (SUI) |
| Total                                                  |        | |

| Rang | Nom                   | Pts   |
| ---- | --------------------- | ----- |
| 9    | Yuval Freilich        | 113   |
| 14   | Wang Zijie            | 79    |
| 17   | Neisser Loyola        | 76    |
| 20   | Jhon Édison Rodríguez | 68,75 |
| 25   | Kim Jae-won           | 61,25 |
| 54   | Houssam El Kord       | 34,25 |

### Fleuret par équipes
| Processus de qualification                     | Places | Qualifiés                      |
| ---------------------------------------------- | ------ | ------------------------------ |
| 4 équipes les mieux classées du classement FIE | 4      | Japon Italie États-Unis France |
| Équipe asiatique-océanienne la mieux classée   | 1      | Chine                          |
| Équipe américaine la mieux classée             | 1      | Canada                         |
| Équipe européenne la mieux classée             | 1      | Pologne                        |
| Équipe africaine la mieux classée              | 1      | Égypte                         |
| Place supplémentaire pour le pays organisateur | —      |                                |
| Total                                          | 8      | 8                              |

| Rang | Équipe          | Pts |
| ---- | --------------- | --- |
| 1    | Japon           | 384 |
| 2    | Italie          | 360 |
| 3    | États-Unis      | 344 |
| 4    | France          | 280 |
| 5    | Chine           | 272 |
| 6    | Hong Kong       | 254 |
| 7    | Égypte          | 220 |
| 8    | Corée du Sud    | 218 |
| 9    | Pologne         | 200 |
| 10   | Allemagne       | 185 |
| 11   | Hongrie         | 170 |
| 12   | Grande-Bretagne | 168 |
| 13   | Belgique        | 163 |
| 14   | Canada          | 152 |
| 15   | Ukraine         | 133 |
| 16   | Espagne         | 124 |

### Fleuret individuel
Les qualifiés par équipes sont connus dès le mois de février, avant que le Grand Prix de Washington ne permette de classer les tireurs en individuel. Le champion olympique en titre Cheung Ka Long, non-qualifié par équipes, est assuré d'avance d'obtenir son billet pour les Jeux. Washington permet surtout de départager les trois européens en course : Alexander Choupenitch, Carlos Llavador et Dániel Dósa. En empochant les 12 points d'un troisième tour, ce dernier tire son épingle du jeu alors que ses adversaires contre-performent : Choupenitch est éliminé au deuxième tour, Llavador dès le premier. Le Tchèque devance finalement l'Espagnol d'un point au classement et l'oblige à disputer le tournoi de qualification européen. Guilherme Toldo (qualifié de la Zone Amériques) doit disputer ses quatrièmes Jeux olympiques. Salim Heroui (Zone Afrique) ses deuxièmes.
| Processus de qualification                             | Places | Qualifiés |
| ------------------------------------------------------ | ------ | --- |
| Membres d’équipes qualifiées automatiquement           | 24     | Kazuki Iimura (JPN) Kyōsuke Matsuyama (JPN) Takahiro Shikine (JPN) Tommaso Marini (ITA) Guillaume Bianchi (ITA) Filippo Macchi (ITA) Nick Itkin (USA) Alexander Massialas (USA) Gerek Meinhardt (USA) Enzo Lefort (FRA) Maxime Pauty (FRA) Julien Mertine (FRA) Mo Ziwei (CHN) Chen Haiwei (CHN) Xu Jie (CHN) Alaaeldin Abouelkassem (EGY) Mohamed Hamza (EGY) Abdelrahman Tolba (EGY) Jan Jurkiewicz (POL) Michał Siess (POL) Adrian Wojtkowiak (POL) Blake Broszuz (CAN) Daniel Gu (CAN) Maximilien van Haaster (CAN) |
| 2 escrimeurs les mieux classés de la zone Europe       | 2      | Dániel Dósa (HUN) Alexander Choupenitch (CZE) |
| 2 escrimeurs les mieux classés de la zone Asie-Océanie | 2      | Cheung Ka Long (HKG) Ha Tae-gyu (KOR) |
| L'escrimeur le mieux classé de la zone Amériques       | 1      | Guilherme Toldo (BRA) |
| L'escrimeur le mieux classé de la zone Afrique         | 1      | Salim Heroui (ALG) |
| Tournoi de qualification : Europe                      | 1      | Alexander Tofalides (CYP) |
| Tournoi de qualification : Asie-Océanie                | 1      | Chen Yi-Tung (TPE) |
| Tournoi de qualification : Amériques                   | 1      | Kruz Schembri (ISV) |
| Tournoi de qualification : Afrique                     | 1      | Jérémy Keryhuel (CIV) |
| Places supplémentaires pour le pays organisateur       | —      | |
| Invitations de la commission tripartite                | 2      | Victor Alvares de Oliveira (CPV) Philippe Wakim (LBN) |
| Réallocation des quotas inutilisés                     | 1      | Carlos Llavador (ESP) |
| Total                                                  |        | |

| Rang | Nom                   | Pts   |
| ---- | --------------------- | ----- |
| 6    | Cheung Ka Long        | 169   |
| 10   | Dániel Dósa           | 114   |
| 12   | Alexander Choupenitch | 99    |
| 20   | Ha Tae-gyu            | 84    |
| 29   | Guilherme Toldo       | 49    |
| 57   | Salim Heroui          | 27,25 |

### Sabre par équipes
| Processus de qualification                     | Places | Qualifiés                              |
| ---------------------------------------------- | ------ | -------------------------------------- |
| 4 équipes les mieux classées du classement FIE | 4      | Corée du Sud États-Unis Hongrie France |
| Équipe asiatique-océanienne la mieux classée   | 1      | Iran                                   |
| Équipe américaine la mieux classée             | 1      | Canada                                 |
| Équipe européenne la mieux classée             | 1      | Italie                                 |
| Équipe africaine la mieux classée              | 1      | Égypte                                 |
| Place supplémentaire pour le pays organisateur | —      |                                        |
| Total                                          | 8      | 8                                      |

| Rang | Équipe       | Pts |
| ---- | ------------ | --- |
| 1    | Corée du Sud | 400 |
| 2    | États-Unis   | 376 |
| 3    | Hongrie      | 352 |
| 4    | France       | 272 |
| 5    | Italie       | 252 |
| 6    | Allemagne    | 232 |
| 7    | Iran         | 224 |
| 8    | Égypte       | 206 |
| 9    | Japon        | 196 |
| 10   | Canada       | 191 |
| 11   | Roumanie     | 191 |
| 12   | Chine        | 182 |
| 13   | Géorgie      | 161 |
| 14   | Espagne      | 152 |
| 15   | Ukraine      | 145 |
| 16   | Turquie      | 132 |

### Sabre individuel
| Processus de qualification                             | Places | Qualifiés |
| ------------------------------------------------------ | ------ | --- |
| Membres d’équipes qualifiées automatiquement           | 24     | Oh Sang-uk (KOR) Gu Bon-gil (KOR) Park Sang-won (KOR) Eli Dershwitz (USA) Colin Heathcock (USA) Mitchell Saron (USA) Csanád Gémesi (HUN) András Szatmári (HUN) Áron Szilágyi (HUN) Boladé Apithy (FRA) Maxime Pianfetti (FRA) Sébastien Patrice (FRA) Luigi Samele (ITA) Luca Curatoli (ITA) Michele Gallo (ITA) Ali Pakdaman (IRI) Mohammad Rahbari (IRI) Mohammad Fotouhi (IRI) Mohamed Amer (EGY) Ziad El-Sissy (EGY) Adham Moataz (EGY) Farès Arfa (CAN) François Cauchon (CAN) Shaul Gordon (CAN) |
| 2 escrimeurs les mieux classés de la zone Europe       | 2      | Sandro Bazadze (GEO) Matyas Szabo (GER) |
| 2 escrimeurs les mieux classés de la zone Asie-Océanie | 2      | Kento Yoshida (JPN) Yousef al-Shamlan (KUW) |
| L'escrimeur le mieux classé de la zone Amériques       | 1      | Pascual María Di Tella (ARG) |
| L'escrimeur le mieux classé de la zone Afrique         | 1      | Farès Ferjani (TUN) |
| Tournoi de qualification : Europe                      | 1      | Enver Yıldırım (TUR) |
| Tournoi de qualification : Asie-Océanie                | 1      | Shen Chenpeng (CHN) |
| Tournoi de qualification : Amériques                   | 1      | Gibran Zea (MEX) |
| Tournoi de qualification : Afrique                     | 1      | Evann Girault (NIG) |
| Places supplémentaires pour le pays organisateur       | —      | |
| Invitations de la commission tripartite                | ?      | |
| Total                                                  |        | |

| Rang | Nom                    | Pts  |
| ---- | ---------------------- | ---- |
| 1    | Sandro Bazadze         | 242  |
| 8    | Matyas Szabo           | 138  |
| 14   | Farès Ferjani          | 112  |
| 17   | Kento Yoshida          | 83   |
| 31   | Yousef al-Shamlan      | 49   |
| 36   | Pascual María Di Tella | 43,5 |

## Qualification dames

### Épée par équipes
| Processus de qualification                     | Places | Qualifiés                          |
| ---------------------------------------------- | ------ | ---------------------------------- |
| 4 équipes les mieux classées du classement FIE | 4      | Italie Corée du Sud Pologne France |
| Équipe asiatique-océanienne la mieux classée   | 1      | Chine                              |
| Équipe américaine la mieux classée             | 1      | États-Unis                         |
| Équipe européenne la mieux classée             | 1      | Ukraine                            |
| Équipe africaine la mieux classée              | 1      | Égypte                             |
| Place supplémentaire pour le pays organisateur | —      |                                    |
| Total                                          | 8      | 8                                  |

| Rang | Équipe       | Pts |
| ---- | ------------ | --- |
| 1    | Italie       | 340 |
| 2    | Corée du Sud | 336 |
| 3    | Pologne      | 288 |
| 4    | France       | 280 |
| 5    | Ukraine      | 264 |
| 6    | États-Unis   | 256 |
| 7    | Chine        | 236 |
| 8    | Hongrie      | 223 |
| 9    | Estonie      | 219 |
| 10   | Hong Kong    | 215 |
| 11   | Suisse       | 209 |
| 12   | Canada       | 179 |
| 13   | Israël       | 169 |
| 14   | Japon        | 162 |
| 15   | Égypte       | 142 |
| 16   | Suède        | 113 |

### Épée individuelle
| Processus de qualification                               | Places | Qualifiées |
| -------------------------------------------------------- | ------ | --- |
| Membres d’équipes qualifiées automatiquement             | 24     | Rossella Fiamingo (ITA) Giulia Rizzi (ITA) Alberta Santuccio (ITA) Lee Hye-in (KOR) Kang Young-mi (KOR) Song Se-ra (KOR) Alicja Klasik (POL) Renata Knapik-Miazga (POL) Martyna Swatowska-Wenglarczyk (POL) Marie-Florence Candassamy (FRA) Auriane Mallo (FRA) Coraline Vitalis (FRA) Vlada Kharkova (UKR) Olena Kryvytska (UKR) Dzhoan Feybi Bezhura (UKR) Anne Cebula (USA) Hadley Husisian (USA) Margherita Guzzi Vincenti (USA) Sun Yiwen (CHN) Yu Sihan (CHN) Tang Junyao (CHN) Nardin Ehab (EGY) Aya Hussein (EGY) Shirwit Gaber (EGY) |
| 2 escrimeuses les mieux classées de la zone Europe       | 2      | Anna Kun (HUN) Nelli Differt (EST) |
| 2 escrimeuses les mieux classées de la zone Asie-Océanie | 2      | Vivian Kong (HKG) Miho Yoshimura (JPN) |
| L'escrimeuse la mieux classée de la zone Amériques       | 1      | Nathalie Moellhausen (BRA) |
| L'escrimeuse la mieux classée de la zone Afrique         | 1      | Alexandra Ndolo (KEN) |
| Tournoi de qualification : Europe                        | 1      | Pauline Brunner (SUI) |
| Tournoi de qualification : Asie-Océanie                  | 1      | Kiria Tikanah Abdul Rahman (SGP) |
| Tournoi de qualification : Amériques                     | 1      | María Luisa Doig (PER) |
| Tournoi de qualification : Afrique                       | 1      | Ndeye Binta Diongue (SEN) |
| Places supplémentaires pour le pays organisateur         | —      | |
| Réallocation des quotas inutilisés                       | 1      | Eszter Muhari (HUN) Ruien Xiao (CAN) |
| Invitations de la commission tripartite                  | 1      | Uwihoreye Tufaha (RWA) |
| Total                                                    |        | |

| Rang | Nom                  | Pts |
| ---- | -------------------- | --- |
| 1    | Vivian Kong          | 258 |
| 4    | Anna Kun             | 150 |
| 5    | Nathalie Moellhausen | 144 |
| 11   | Nelli Differt        | 98  |
| 12   | Eszter Muhari        | 98  |
| 14   | Alexandra Ndolo      | 90  |
| 43   | Miho Yoshimura       | 39  |

### Fleuret par équipes
| Processus de qualification                     | Places | Qualifiés                      |
| ---------------------------------------------- | ------ | ------------------------------ |
| 4 équipes les mieux classées du classement FIE | 4      | Italie États-Unis France Japon |
| Équipe asiatique-océanienne la mieux classée   | 1      | Chine                          |
| Équipe américaine la mieux classée             | 1      | Canada                         |
| Équipe européenne la mieux classée             | 1      | Pologne                        |
| Équipe africaine la mieux classée              | 1      | Égypte                         |
| Place supplémentaire pour le pays organisateur | —      |                                |
| Total                                          | 8      | 8                              |

| Rang | Équipe       | Pts |
| ---- | ------------ | --- |
| 1    | Italie       | 412 |
| 2    | États-Unis   | 356 |
| 3    | France       | 344 |
| 4    | Japon        | 300 |
| 5    | Canada       | 250 |
| 6    | Chine        | 224 |
| 7    | Pologne      | 216 |
| 8    | Allemagne    | 210 |
| 9    | Hongrie      | 185 |
| 10   | Corée du Sud | 177 |
| 11   | Ukraine      | 173 |
| 12   | Hong Kong    | 164 |
| 13   | Espagne      | 162 |
| 14   | Autriche     | 153 |
| 15   | Égypte       | 144 |
| 16   | Singapour    | 136 |

### Fleuret individuel
| Processus de qualification                               | Places | Qualifiées |
| -------------------------------------------------------- | ------ | --- |
| Membres d’équipes qualifiées automatiquement             | 24     | Arianna Errigo (ITA) Alice Volpi (ITA) Martina Favaretto (ITA) Jacqueline Dubrovich (USA) Lee Kiefer (USA) Lauren Scruggs (USA) Éva Lacheray (FRA) Ysaora Thibus (FRA) Pauline Ranvier (FRA) Sera Azuma (JPN) Yūka Ueno (JPN) Karin Miyawaki (JPN) Jessica Guo (CAN) Eleanor Harvey (CAN) Yunjia Zhang (CAN) Chen Qingyuan (CHN) Huang Qianqian (CHN) Wang Yuting (CHN) Martyna Jelińska (POL) Hanna Łyczbińska (POL) Julia Walczyk-Klimaszyk (POL) Yara El-Sharkawy (EGY) Sara Amr Hossny (EGY) Malak Hamza (EGY) |
| 2 escrimeuses les mieux classées de la zone Europe       | 2      | Anne Sauer (GER) Flóra Pásztor (HUN) |
| 2 escrimeuses les mieux classées de la zone Asie-Océanie | 2      | Amita Berthier (SGP) Daphne Chan (HKG) |
| L'escrimeuse la mieux classée de la zone Amériques       | 1      | Arantza Inostroza (CHI) |
| L'escrimeuse la mieux classée de la zone Afrique         | 1      | Maxine Esteban (CIV) |
| Tournoi de qualification : Europe                        | 1      | Mălina Călugăreanu (ROU) |
| Tournoi de qualification : Asie-Océanie                  | 1      | Samantha Catantan (PHI) |
| Tournoi de qualification : Amériques                     | 1      | Mariana Pistoia (BRA) |
| Tournoi de qualification : Afrique                       | 1      | Youssra Zakarani (MAR) |
| Places supplémentaires pour le pays organisateur         | —      | |
| Invitations de la commission tripartite                  | ?      | |
| Total                                                    |        | |

| Rang | Nom               | Pts   |
| ---- | ----------------- | ----- |
| 5    | Anne Sauer        | 183   |
| 24   | Flóra Pásztor     | 56    |
| 28   | Amita Berthier    | 52    |
| 29   | Daphne Chan       | 50    |
| 38   | Maxine Esteban    | 40,25 |
| 44   | Arantza Inostroza | 32,75 |

### Sabre par équipes
| Processus de qualification                     | Places | Qualifiés                           |
| ---------------------------------------------- | ------ | ----------------------------------- |
| 4 équipes les mieux classées du classement FIE | 4      | France Hongrie Corée du Sud Ukraine |
| Équipe asiatique-océanienne la mieux classée   | 1      | Japon                               |
| Équipe américaine la mieux classée             | 1      | États-Unis                          |
| Équipe européenne la mieux classée             | 1      | Italie                              |
| Équipe africaine la mieux classée              | 1      | Algérie                             |
| Place supplémentaire pour le pays organisateur | —      |                                     |
| Total                                          | 8      | 8                                   |

| Rang | Équipe       | Pts |
| ---- | ------------ | --- |
| 1    | France       | 412 |
| 2    | Hongrie      | 328 |
| 3    | Corée du Sud | 306 |
| 4    | Ukraine      | 289 |
| 5    | États-Unis   | 262 |
| 6    | Italie       | 250 |
| 7    | Japon        | 217 |
| 8    | Bulgarie     | 215 |
| 9    | Espagne      | 202 |
| 10   | Azerbaïdjan  | 194 |
| 11   | Chine        | 176 |
| 12   | Grèce        | 164 |
| 13   | Allemagne    | 160 |
| 14   | Pologne      | 159 |
| 15   | Algérie      | 144 |
| 16   | Mexique      | 140 |

### Sabre individuel
Au terme des qualifications, les principales absentes aux Jeux olympiques seront Déspina Georgiádou (5e du classement individuel) et Shao Yaqi (12e), toutes deux non-qualifiées par équipes et devancées par leurs compatriotes Theodóra Gkountoúra et Yang Hengyu. Yoana Ilieva, 8e, doit passer par le tournoi de qualification olympique européen. 
| Processus de qualification                               | Places | Qualifiées |
| -------------------------------------------------------- | ------ | --- |
| Membres d’équipes qualifiées automatiquement             | 24     | Sara Balzer (FRA) Manon Apithy-Brunet (FRA) Cécilia Berder (FRA) Anna Márton (HUN) Liza Pusztai (HUN) Luca Szűcs (HUN) Choi Se-bin (KOR) Jeon Ha-young (KOR) Yoon Ji-su (KOR) Olha Kharlan (UKR) Alina Komachtchouk (UKR) Olena Kravatska (UKR) Tatiana Nazlymov (USA) Magda Skarbonkiewicz (USA) Elizabeth Tartakovsky (USA) Michela Battiston (ITA) Martina Criscio (ITA) Chiara Mormile (ITA) Misaki Emura (JPN) Risa Takashima (JPN) Shihomi Fukushima (JPN) Kaouther Mohamed Belkebir (ALG) Saoussen Boudiaf (ALG) Zohra Nora Kehli (ALG) |
| 2 escrimeuses les mieux classées de la zone Europe       | 2      | Theodóra Gkountoúra (GRE) Lucía Martín-Portugués (ESP) |
| 2 escrimeuses les mieux classées de la zone Asie-Océanie | 2      | Yang Hengyu (CHN) Zaynab Dayibekova (UZB) |
| L'escrimeuse la mieux classée de la zone Amériques       | 1      | Pamela Brind'Amour (CAN) |
| L'escrimeuse la mieux classée de la zone Afrique         | 1      | Nada Hafez (EGY) |
| Tournoi de qualification : Europe                        | 1      | Yoana Ilieva (BUL) |
| Tournoi de qualification : Asie-Océanie                  | 1      | Aigerim Sarybay (KAZ) |
| Tournoi de qualification : Amériques                     | 1      | Katherine Paredes Torres (VEN) |
| Tournoi de qualification : Afrique                       | 1      | Yasmine Daghfous (TUN) |
| Places supplémentaires pour le pays organisateur         | —      | |
| Réallocation des quotas inutilisés                       | 2      | Anna Bashta (AZE) Nisanur Erbil (TUR) |
| Total                                                    |        | |

| Rang | Nom                    | Pts  |
| ---- | ---------------------- | ---- |
| 3    | Theodóra Gkountoúra    | 190  |
| 7    | Lucía Martín-Portugués | 146  |
| 11   | Yang Hengyu            | 99   |
| 13   | Zaynab Dayibekova      | 91,5 |
| 36   | Pamela Brind'Amour     | 48   |
| 38   | Nada Hafez             | 47,5 |